# Резиденция Йонсон
Резиденция Йонсон (кор. 룡성 관저), также называемая Резиденция № 55 (кор. 55호 관저) — главная резиденция лидера КНДР Ким Чен Ына.

## Расположение
Резиденция расположена в районе Йонсон на севере Пхеньяна, примерно в 12 километрах к северо-востоку от площади Ким Ир Сена. Размер всего комплекса составляет около 12 км2. По словам Ли Ян Кука, бывшего телохранителя Ким Чен Ира, за пределами Пхеньяна находятся как минимум восемь резиденций для северокорейских лидеров.

## Описание
Строительство комплекса велось строительной бригадой Корейской народной армии и завершилось в 1983 году ещё при Ким Ир Сене. Впоследствии им пользовались Ким Чен Ир, его сестра Ким Гён Хи и его зять Чан Сон Тхэк. С тех пор как Ким Чен Ын сменил своего отца на посту лидера КНДР, он использовал Резиденцию Йонсон в качестве своей главной резиденции. Есть многочисленные воинские части для защиты штаба, размещённого вокруг комплекса и обладающего обычным оружием массового масштаба. Согласно статье Die Welt, район якобы окружен электрическим забором, минными полями и множеством контрольно-пропускных пунктов. Штаб-квартира соединена туннелями с Резиденцией Чхангён (Резиденция № 26) и другими резиденциями. В состав резиденции также входит железнодорожная станция с частным доступом. Помимо больших домов и ухоженных садов, имеются искусственные озёра и различные места для отдыха. Свидетели сообщают о роскошных интерьерах с богато украшенной мебелью, глубокими плюшевыми коврами и роскошными люстрами.

## Удобства
- Банкетные залы на берегу озера[7];
- бассейн шириной 15 метров и длиной 50 метров[12] с гигантской водной горкой[13];
- беговая дорожка и спортивная площадка[2];
- спа и сауна;
- конюшни и зона верховой езды;
- тир;
- конный трек.